# فالکونت (توپ)

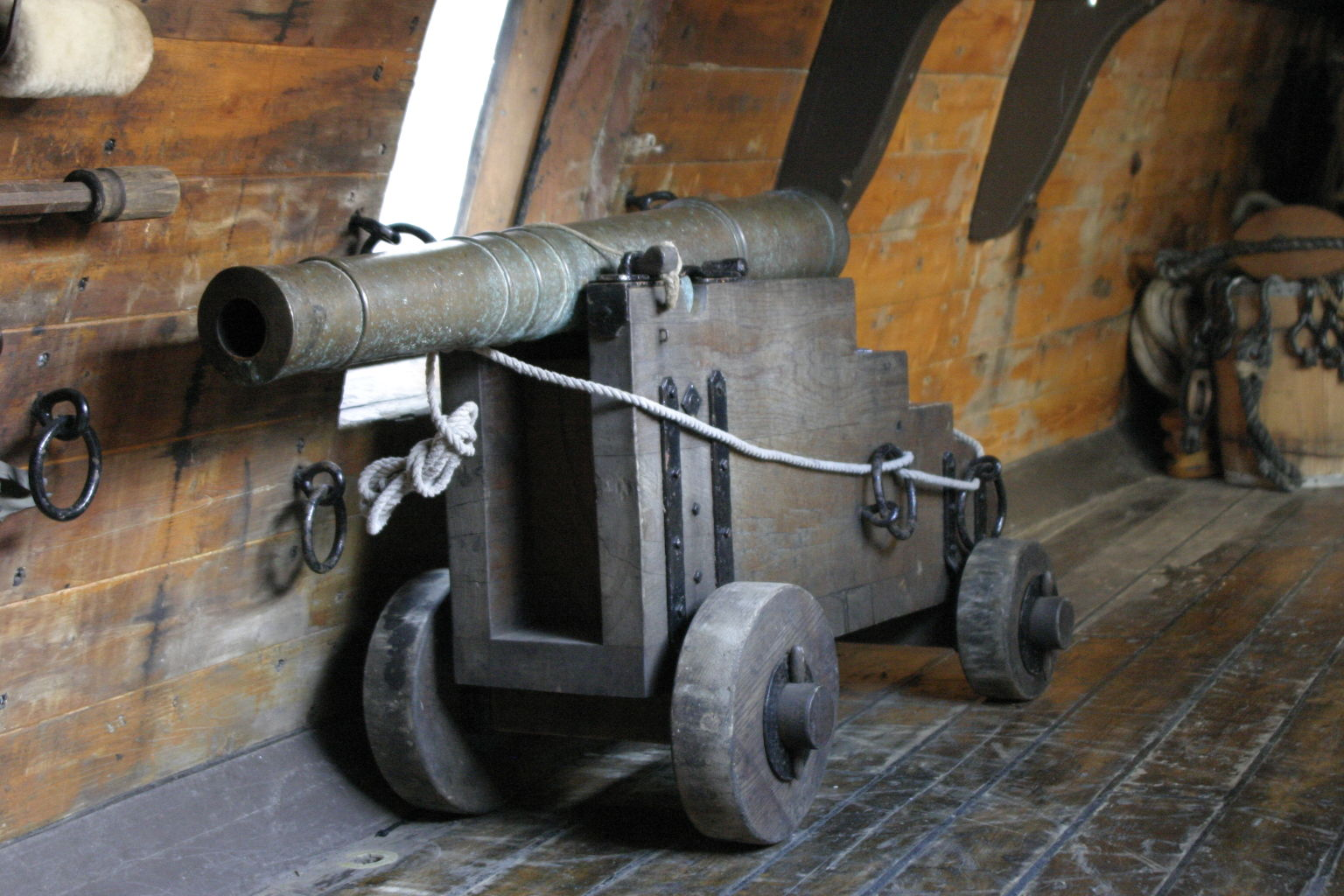
فالکونت بازسازی‌شده بر روی کشتی بلند بازسازی‌شده ماه نیمه

فالکونت یک نوع توپ سبک بود که در اواخر قرن پانزدهم توسعه یافت و گلوله‌هایی کوچک‌تر از توپ مشابه خود، یعنی فالکون، پرتاب می‌کرد. در دوران قرون وسطی، توپ‌ها با حکاکی‌های حیوانات مانند خزندگان، پرندگان یا موجودات افسانه‌ای تزئین می‌شدند که این تزئینات بسته به اندازه توپ‌ها متفاوت بود. برای مثال، یک کولورین اغلب با نقش مارها تزئین می‌شد، زیرا دسته‌های توپ‌های اولیه به شکل مار طراحی می‌شدند. فالکونت گلوله‌های کوچک اما کشنده‌ای با وزنی مشابه و اندازه‌ای نزدیک به یک پرنده شکاری پرتاب می‌کرد و به همین دلیل با نقش فالکون تزئین می‌شد. به‌طور مشابه، تفنگ با گنجشک‌ریشه اوراسیایی مرتبط بود. طول لوله آن تقریباً ۴ فوت (۱٫۲ متر) بود و کالیبری به اندازه ۲ اینچ (۵ سانتیمتر) داشت و وزنی بین ۱۸۰ تا ۴۴۰ پوند (۸۰ تا ۲۰۰ کیلوگرم) داشت. فالکونت از ۰٫۵ پوند (۲۳۰ گرم) باروت سیاه برای پرتاب گلوله‌ای به وزن ۱ پوند (۴۵۰ گرم) استفاده می‌کرد که برد حداکثر آن تقریباً ۵٬۰۰۰ فوت (۱٬۵۰۰ متر) بود. همچنین از آن می‌شد برای پرتاب گلوله خوشه‌ای استفاده کرد.
فالکونت شبیه یک تفنگ آتش‌زن بود که دو چرخ به آن اضافه شده بود تا قابلیت جابجایی آن را افزایش دهد. در دهه ۱۶۲۰ در آلمان، نسخه‌ای عقب‌گذار از آن اختراع شد که در جنگ سی‌ساله مورد استفاده قرار گرفت. فالکونت‌ها در طول جنگ داخلی انگلستان به دلیل سبک‌تر و ارزان‌تر بودن نسبت به کولورین‌ها، سِیکرها و مینیون‌ها به‌طور گسترده استفاده می‌شدند. در زمان ناآرامی‌ها، اشراف از آنها برای دفاع از خانه‌های بزرگ خود استفاده می‌کردند.
اگرچه فالکونت برای استفاده زمینی توسعه داده شده بود، اما در قرن هفدهم برای دفاع از کشتی‌های سبک در نیروی دریایی برجستگی یافت؛ برای مثال، در قایق‌های کوچک برای عملیات یورش استفاده می‌شد.